# 亞利桑那飲料

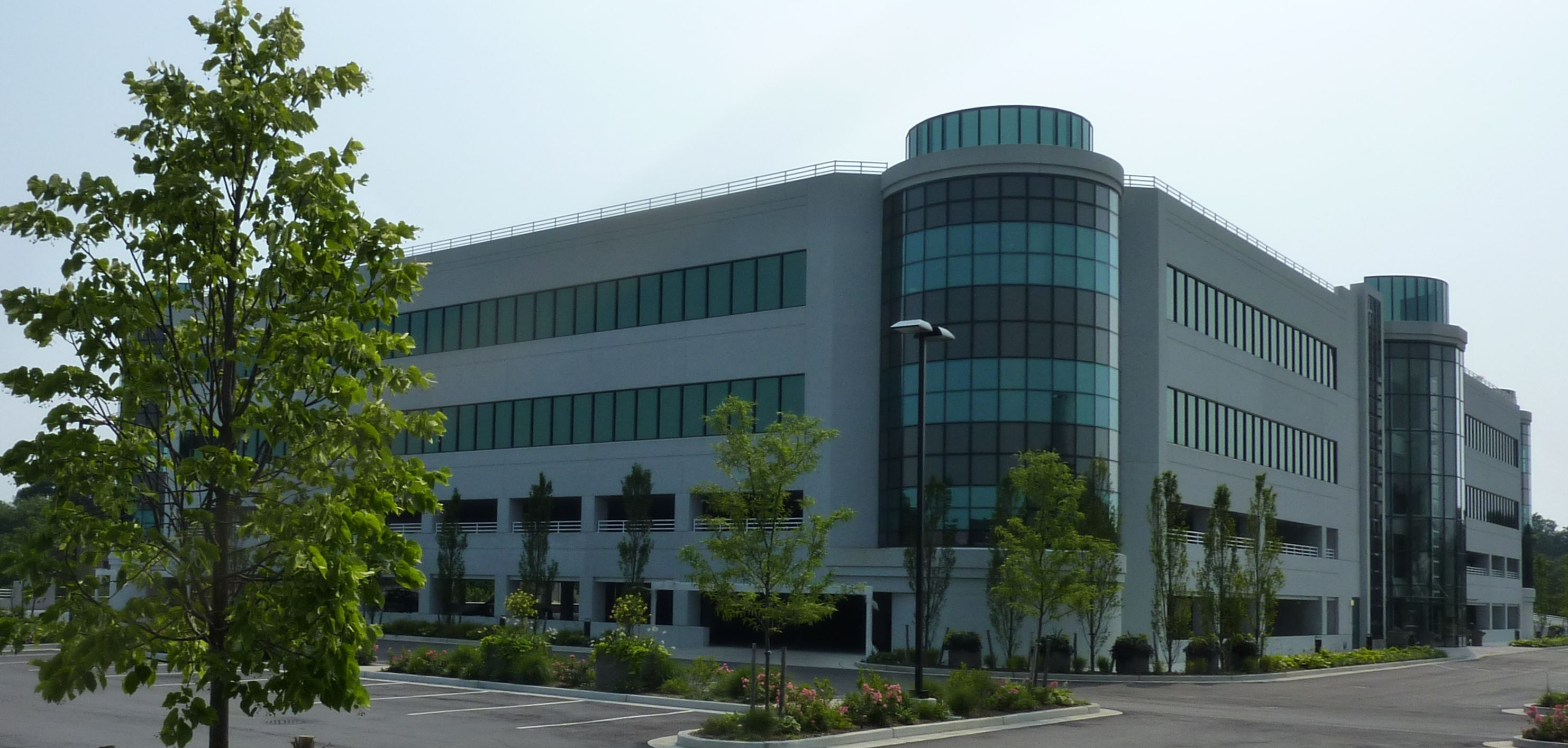
纽约州伍德伯里的亚利桑那饮料总部

亞利桑那飲料公司（Arizona Beverages USA、AriZona）是位於紐約州伍德伯里的美國飲料生產商，生產各種風味的冰茶，果汁雞尾酒和能量飲料。

## 歷史
该公司的历史可以追溯到1971年，当时朋友John Ferolito和Don Vultaggio在纽约布鲁克林开设了饮料分销业务。 该公司是成功的啤酒分销商。 1990年，他们看到了Snapple（也是一家成立于1970年代的布鲁克林公司）的成功，他们装瓶果汁和茶，并尝试生产其产品。 1992年，他们生产了第一瓶自己的AriZona茶。